# Čeljust
Čeljust je sprednja skeletna sestavina ustne votline z obdajajočimi mehkimi tkivi.
Pri večini sesalcev omogoča vnos hrane v telo in je zato po navadi zobato. Pri človeku sestoji zgornja čeljust iz dveh zgornjih čeljustnic (maksil), zgornjih zob in zgornje dlesni ter obdajajočih mehkih tkiv. K spodnji čeljusti se prišteva spodnja čeljustnica s spodnjimi zobmi in spodnjo dlesnijo ter obdajajočimi mehkimi tkivi. Spodnja čeljust je gibčna, zgornja ni.